# Bling-bling

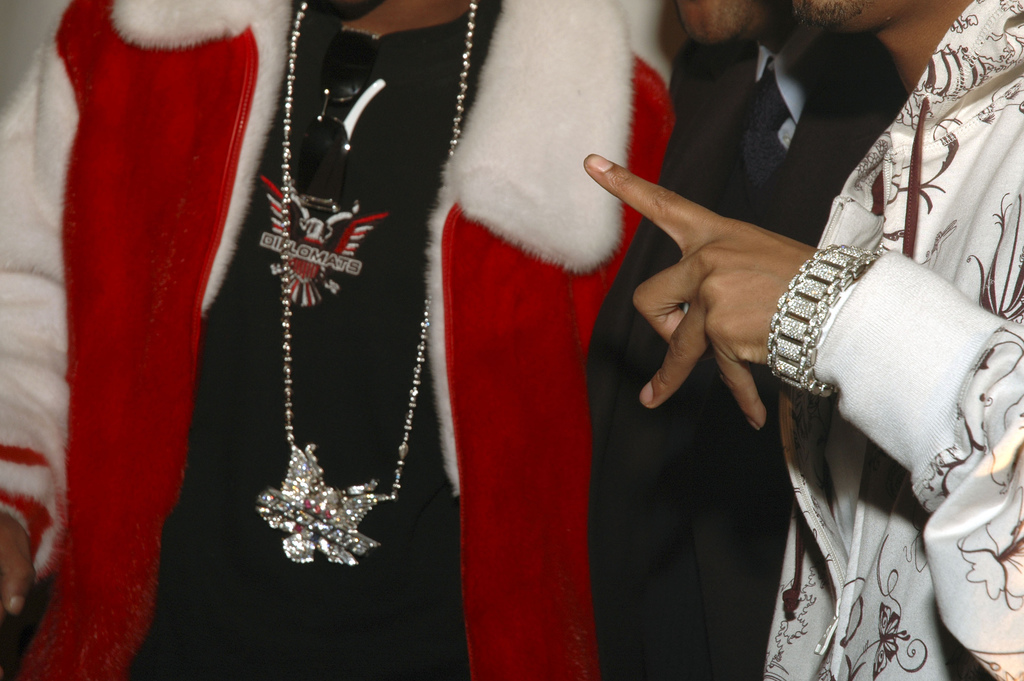
Joias bling-bling.

O termo bling-bling denota um estilo ostentoso e excessivo de roupas, bijuteria e estilo de vida.

## História
Esta frase foi popularizada com o sucesso da música Bling Bling, uma faixa de 1999 por B.G., um rapper de New Orleans. Esse estilo foi chamado de "bling-bling" por ser uma referência ao "som" das caixas registradoras antigas, indicando possuir uma vida abastada devido a incessante entrada de capital. Também se denomina 'Bling-Bling' o gênero de rap em que as letras notoriamente fazem menções a se ter fácil acesso a qualquer coisa que o dinheiro possa comprar.
O termo foi posteriormente usado para qualquer pessoa que exibisse um estilo de vida luxuoso e ostentoso.